# Francesco Tebaldeschi
Francesco Tebaldeschi (Roma, 1307 circa – Roma, 6 o 7 settembre 1378) è stato un cardinale italiano, detto il Cardinale di San Pietro.

## Biografia

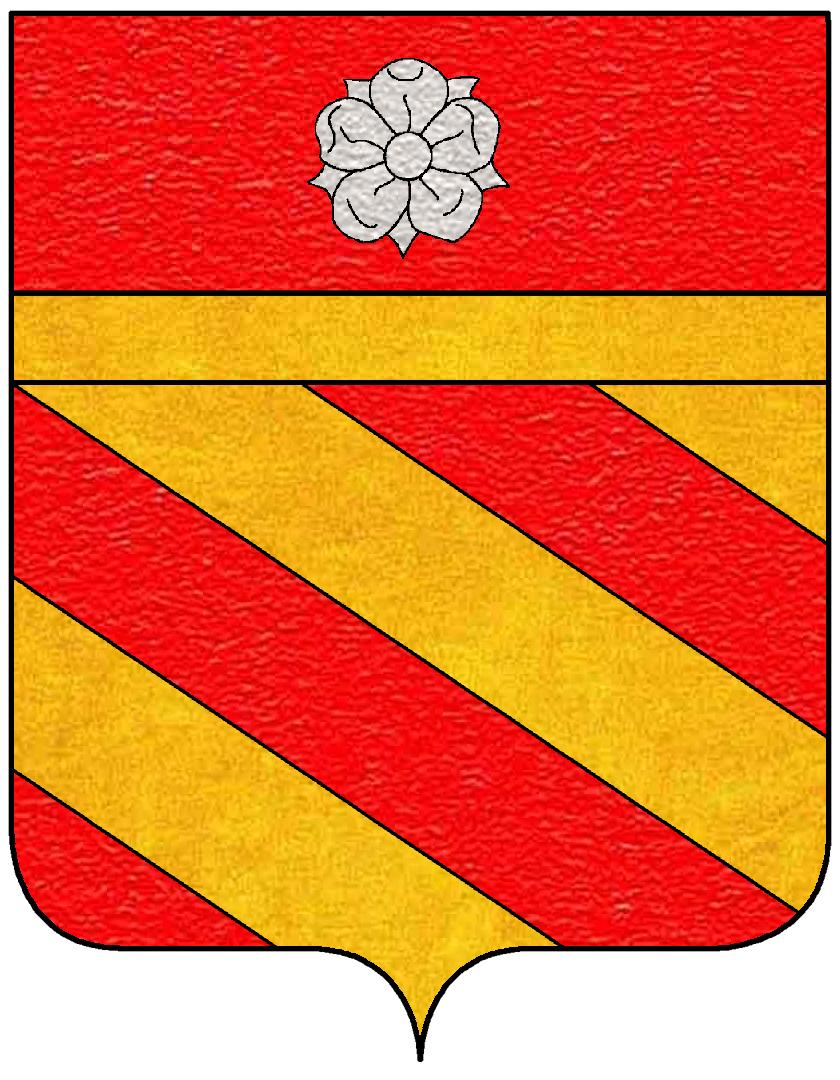
ARMA: Bandato: d'oro e di rosso, al capo di rosso, caricato di una rosa d'argento e sostenuto da una fascia d'oro.

Francesco Tebaldeschi o Tibaldeschi nacque dal nobile Giovanni di Teobaldo dei Tebaldeschi (de' Thebaldescis) e da donna Costanza Caetani degli Stefaneschi (figlia del Senatore romano Pietro Stefaneschi e Perna Orsini, nipote del papa Nicolò III Orsini). Costanza era sorella del cardinale Giacomo Stefaneschi, e nipote di Bonifacio VIII. Era cugino del cardinale Annibaldo Caetani de Ceccano (la madre di Annibaldo IV de' Ceccano era sorella alla madre di Francesco Tibaldeschi). 
Ricevette per intercessione dello zio i canonicati di S. Maria in Trastevere, di Padova e di Ferrara nel 1335
Alla morte di Giacomo Stefaneschi, altro nipote del cardinale Giacomo, Francesco gli subentrerà nei benefici della chiesa di Compostela ed in altre ancora.
Sotto il pontificato di Benedetto XII (gennaio 1335) il Tebaldeschi appare per la prima volta come esecutore di lettere beneficiali papali.
Nel maggio 1336 subentrò a un Orsini in un canonicato a Santiago di Composte, ma particolarmente caro gli fu il canonicato di S. Pietro in Vaticano. Di S. Pietro fu camerarius, e poi, dal 1335 circa, priore ossia decano. Vi eresse una cappella detta Ossibus Apostolorum, dotandola di tre chierici beneficiati per i servizi liturgici, con beni a Velletri, a Torricella (diocesi di Porto) e a Roma. 
In quanto priore concluse transazioni importanti , come l'acquisto di metà del castello di Attigliano da Orso di Napoleone Orsini (25 agosto 1360). 
Nel 1348 è tra gli esecutori testamentari del cardinale Annibaldo Caetani de Ceccano in qualità di priore della Basilica di S. Pietro in Roma (il cardinale Annibaldo, nel suo testamento del 17 giugno 1348, elenca Francesco Tibaldeschi come uno dei suoi consanguinei e cappellano).
Compare anche come testimone in un atto concernente l'abitazione del vescovo di Firenze, Francesco degli Atti, redatto in Avignone nel 1355.
Nel 1363 Francesco Tibaldeschi era già così apprezzato da essere incluso fra gli emissari inviati da Urbano V; a essi fu affidata l'amministrazione del finanziamento di lavori di restauro alle chiese dell'Urbe, e a Tibaldeschi, insieme all'abate di S. paolo fuori le mura, fu assegnata la fabbrica dell'abbazia di san paolo fuori le mura.
Nel settembre Tibaldeschi fu indicato dal pontefice come uno dei interlocutori di Giacomo Muti, che doveva preparare il suo ritorno a Roma, in particolare per l'acquisto di Castel Sant'Angelo dagli eredi di Napoleone Orsini.
Nel 1365, secondo un atto del notaio romano Antonio Giocoli dell'11 giugno, il signor Francesco Tebaldeschi, priore di San Pietro in Vincoli, vende una casa posta nel portico di San Pietro.
Nel 1367 il papa ad Avignone lo nominò cappellanus honoris.
Fu canonico della basilica patriarcale del Vaticano; fu poi diacono e priore. Fu creato cardinale presbitero di Santa Sabina nel concistoro del 22 settembre 1368. Entrò ufficialmente nella Curia di Avignone il 20 ottobre successivo. Fu canonico e tesoriere del capitolo della cattedrale di Langres. Nel 1369, assieme ad altri quattro cardinali, fu inviato dal papa per ricevere la solenne professione di fede dell'imperatore Giovanni di Costantinopoli nella chiesa di Santo Spirito in Sassia a Roma.
Intervenne all'elezione di Gregorio XI, ( 1370),  che lo nominò suo legato a Roma con amplissimi poteri e con ordine di ridurre a dovere i baroni romani.
Non stupisce che il Tibaldeschi sia stato utilizzato dal papa per il rientro a Roma, in veste di legato a Roma, nella Sabina, nella Campagna e Marittima, nel patrimonio di S. Pietro e nel ducato di Spoleto (1376). Nel 1377, Francesco fu infatti molto attivo con altri cardinali e Santa Caterina da Siena, affinché la sede papale da Avignone tornasse a Roma . 
Partecipò al conclave dell'aprile 1378, che elesse papa Urbano VI. 
Morì il 6 o 7 settembre 1378 a Roma; fu sepolto nelle Grotte Vaticane.